# Copa Catalunya de futbol masculina 1990-1991
La Copa Catalunya de futbol masculina 1990-1991 fou la segona edició de la Copa Catalunya, aleshores Copa Generalitat. A partir d'enguany participaren també els equips catalans de Primera Divisió.

## Quarts de final
| 21 maig 1991 | CE Sabadell FC     | 1 - 1           | FC Andorra | Mollerussa                                           |  |
|              | Manolo Sánchez 88' | [ 1 ]           | Soria 82'  | Camp Municipal · 1.500 espectadors · José Torrisco · |  |
|              |                    | Tanda de penals |            |                                                      |  |
|              |                    | 5–3             |            |                                                      |  |

| 21 maig 1991 | CFJ Mollerussa | 1 - 2 | RCD Espanyol                | Mollerussa                                           |  |
|              | Recalde 80'    | [ 2 ] | Lluís 16' · Luis Martín 22' | Camp Municipal · 1.500 espectadors · Pérez Sánchez · |  |

| 23 maig 1991 | CD Blanes | 0 - 6 | FC Barcelona                                                            | Blanes                                               |  |
|              |           | [ 3 ] | Bakero 9' · Laudrup 27' 45' · Koeman 36' · Begiristain 55' · Urbano 85' | Camp Municipal · 2.000 espectadors · Pardo Clérigo · |  |

| 23 maig 1991 | Girona FC                  | 3 - 1 | CF Badalona | Girona                                                             |  |
|              | Alonso 17' 90' · Ramón 57' | [ 4 ] | Font 22'    | Estadi Municipal de Montilivi · 200 espectadors · Alcaraz Sapiña · |  |

## Semifinals
| 30 maig 1991 | CE Sabadell FC | 0 - 0           | RCD Espanyol | Girona                                                              |  |
| 19:30        |                | [ 5 ]           |              | Estadi Municipal de Montilivi · 1.000 espectadors · Uzcudun Gómez · |  |
|              |                | Tanda de penals |              |                                                                     |  |
|              |                | 4–2             |              |                                                                     |  |

| 30 maig 1991 | Girona FC    | 1 - 2 | FC Barcelona             | Girona                                                                |  |
| 21:30        | Carrillo 70' | [ 6 ] | Koeman 25' · Laudrup 31' | Estadi Municipal de Montilivi · 8.000 espectadors · Ramírez Cabrera · |  |

## Final
| FC Barcelona                                                   | 6 - 3 | CE Sabadell FC                 |
| -------------------------------------------------------------- | ----- | ------------------------------ |
| Almagro 35' 54' · Stoitchkov 50' 52' · Urbano 78' · Quique 83' | [ 7 ] | Campuzano 60' 69' · Priego 61' |

| Barcelona | Sabadell |

| PO           | 1  | Jesús Mariano Angoy          |           |     |
|              | 2  | Luis María López Rekarte     |           | 45' |
|              | 3  | Ricardo Serna                |           | 64' |
|              | 4  | Julio Alberto Moreno         | Amonestat |     |
|              | 5  | Urbano Ortega                |           |     |
|              | 6  | José Vera                    | Amonestat |     |
|              | 7  | Juan Almagro                 |           |     |
|              | 8  | Miquel Soler                 |           |     |
|              | 9  | Pablo José Maqueda           |           | 45' |
|              | 10 | Hristo Stoítxkov             |           | 52' |
|              | 11 | Quique Martín                |           |     |
| Substitutes: |    |                              |           |     |
|              |    | Álex García                  | Amonestat | 64' |
|              |    | Jordi Roura                  |           | 45' |
|              |    | Francesc Xavier Sánchez Jara | Amonestat | 45' |
|              |    | Alberto Rodríguez            |           | 52' |
| Manager:     |    |                              |           |     |
| Johan Cruyff |    |                              |           |     |

| PO           | 1  | Jordi González       |           |         |
|              | 2  | Juan Bretones "Titi" |           |         |
|              | 3  | Javier Priego        |           |         |
|              | 4  | José Olid            |           |         |
|              | 5  | Manolo Sánchez       | Amonestat |         |
|              | 6  | Ramón Raigón         |           | 45'     |
|              | 7  | Manolo García        |           |         |
|              | 8  | Latchezar Tanev      |           | 68'     |
|              | 9  | Chus                 |           |         |
|              | 10 | Xavier Ramon         |           | 45'     |
|              | 11 | Felipe Campuzano     |           |         |
| Substitutes: |    |                      |           |         |
|              |    | Marcel Nicola        |           | 48'     |
|              |    | Joaquín Peñalver     |           | 45'     |
|              |    | Juan Reynoso         |           | 45' 48' |
|              |    | Torres               |           | 68'     |
| Manager:     |    |                      |           |         |
| Julià Garcia |    |                      |           |         |

|  |